# グレゴリオ・ルペロン国際空港
グレゴリオ・ルペロン国際空港（スペイン語: Aeropuerto Internacional Gregorio Luperón、英: Gregorio Luperón International Airport）は、ドミニカ共和国のプエルト・プラタにある空港。利用客数と発着機数において、プンタ・カナのプンタ・カナ国際空港、サントドミンゴのラス・アメリカス国際空港、サンティアゴ・デ・ロス・カバリェロスのシバオ国際空港に次ぐ国内第4の空港である。空港の名称は、ドミニカ共和国の軍人・政治家のグレゴリオ・ルペロン将軍に由来する。あらゆる大きさの航空機が発着可能である上に、数多くのビーチがある地域に位置することから、チャーター機の利用が多い。

## 歴史
1979年、北部地域の観光促進を目的に開港した。ボーイング747やエアバスA340などのワイドボディ機も受け入れ可能な、全長3,081m×幅46mの滑走路を有する。

## 設備
サテライトコンコースとメインコンコースに5つずつ、合計10のゲートがある。このうち、メインコンコースの3つを除く7つのゲートにボーディングブリッジがある。2013年から翌年にかけての改修により、同時に4機のボーイング747-400を受け入れることができるようになった。

## 就航路線

### 旅客便
| 航空会社                | 就航地 |
| ----------------------- | --- |
| エア・カナダ・ルージュ  | トロント・ピアソン 季節運航： モントリオール・トルドー                                                                                             |
| エア・トランザット      | モントリオール・トルドー、トロント・ピアソン 季節運航： ハリファックス、ハミルトン, オタワ、ケベックシティ                                         |
| アメリカン航空          | マイアミ 季節運航： シャーロット |
| コンドル航空            | 季節運航： フランクフルト1 |
| エーデルワイス航空      | チューリッヒ |
| インターカリビアン航空  | 季節運航： プロビデンシアレス |
| ジェットブルー航空      | ニューヨーク・JFK 季節運航： ボストン |
| LOTポーランド航空       | チャーター運航： カトヴィツェ 季節チャーター運航： ポズナニ ワルシャワ・ショパン                                                                   |
| ノードウィンド航空      | チャーター運航： モスクワ・シェレメーチエヴォ |
| シルバー・エアウェイズ  | サンフアン（2023年12月9日就航） |
| サンウィング航空        | モントリオール・トルドー、トロント・ピアソン 季節運航： ハリファックス、モンクトン、オタワ、ケベックシティ、レジャイナ、サスカトゥーン、ウィニペグ |
| TUIフライ・ノルディック | 季節チャーター運航： コペンハーゲン、ストックホルム・アーランダ                                                                                    |
| ユナイテッド航空        | ニューアーク |
| ウエストジェット航空    | 季節運航： トロント・ピアソン |

### 貨物便
| 航空会社                           | 就航地                                               |
| ---------------------------------- | ---------------------------------------------------- |
| アメリジェット・インターナショナル | マイアミ、サンティアゴ・デ・ロス・カバリェロス       |
| DHLアビエーション                  | サンティアゴ・デ・ロス・カバリェロス、サントドミンゴ |
| IBC航空                            | マイアミ                                             |

注釈
- ^1 コンドル航空のプエルト・プラタ発フランクフルトゆきはサントドミンゴを経由するが、フランクフルト発プエルト・プラタゆきは直行便である。

## 利用統計
| 順位 | 行き先                       | 利用客数 | 航空会社                                                         |
| ---- | ---------------------------- | -------- | ---------------------------------------------------------------- |
| 1    | ニューヨーク・JFK            | 97,858   | ジェットブルー航空                                               |
| 2    | マイアミ                     | 86,072   | アメリカン航空                                                   |
| 3    | ニューアーク                 | 64,574   | ユナイテッド航空                                                 |
| 4    | ワルシャワ・ショパン         | 25,479   | LOTポーランド航空                                                |
| 5    | カトヴィツェ                 | 21,217   | LOTポーランド航空                                                |
| 6    | トロント・ピアソン           | 18,615   | エア・カナダ・ルージュ、エア・トランザット、ウエストジェット航空 |
| 7    | フランクフルト               | 14,867   | コンドル航空、ユーロウィングス・ディスカバー                     |
| 8    | モントリオール・トルドー     | 12,678   | エア・カナダ・ルージュ、エア・トランザット                       |
| 9    | シャーロット                 | 11,812   | アメリカン航空                                                   |
| 10   | モスクワ・シェレメーチエヴォ | 7,499    | ノードウィンド航空                                               |

## 事故
- 1996年2月6日、ドイツのフランクフルトゆきのバージェン航空301便が、空港を離陸後まもなく26キロメートル沖合の大西洋に墜落し、乗客176名と乗員13名（このうちドイツ人が164名）の全員が死亡した。事故後、事故機のボーイング757-200の対気速度計のひとつが適切に作動していなかったことが判明している。